# Ernst David (Schriftsteller)
Ernst David (* 3. Februar 1932 in Wien) ist ein österreichischer Schriftsteller und Lyriker.

## Leben
Ernst David wuchs im Waldviertel auf und besuchte das Gymnasium in Horn. Er studierte an der Universität Wien Rechtswissenschaften und arbeitete als Richter in verschiedenen Städten in Niederösterreich. Er schreibt Lyrik und Essays und beschäftigte sich mit der Kultur und Geschichte des Irans, Indiens und Ostasien und mit der Geistigkeit der Religionen des Nahen und Fernen Ostens. Seine Werke wurden in mehrere europäische Sprachen und ins Japanische übersetzt.

## Auszeichnungen
- 1980 Förderungspreis des Landes Niederösterreich

## Publikationen
- Erfahrungen. Gedichte, Reihe Lyrik aus Österreich Band 2, Grasl Verlag, Baden 1976.
- Atemholen. Gedichte, Calatra Press, Lahnstein 1977, ISBN 3-88138-027-2.
- Tag um Tag. Gedichte, Grasl Verlag, Baden 1982, ISBN 3-85098-140-1.
- Eintreten durch die gegenwärtige Türe. St. Georgs Presse, St. Georgen in OÖ 1986.
- Leeres Haus. Gedichte, Edition Umbruch, Mödling 1993, ISBN 3-900602-24-7.
- Reise ohne zu reisen. Edition Kriterion, Bukarest 1996.
- Im Fliessenden. Gesammelte Gedichte. Mit einem Essay von Christian Teissl und einem Nachwort von Helmuth A. Niederle, Edition Milo Band 8, Lehner, Wien 2007, ISBN 978-3-901749-61-2
- Spurenelemente. Lyrik; mit Illustrationen von Friedrich Danielis, Franz Schwarzinger, Erhard Stöbe, Herwig Zens; Nachbemerkung von Helmuth A. Niederle; Plattform, Perchtoldsdorf 2010, ISBN 978-3-9502885-4-4.